# Domenico Mancini
Domenico Mancini (fl. XVI secolo) è stato un pittore italiano, attivo in area veneta all'inizio del secondo decennio del XVI secolo.

## Biografia

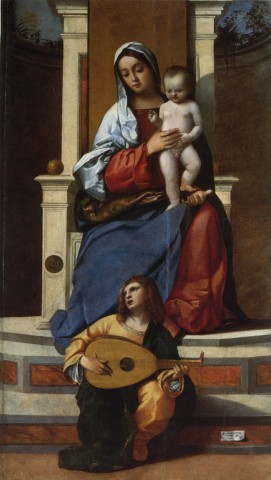
Madonna in trono col Bambino e un angelo musicante, Chiesa di Santa Sofia, Lendinara

Il suo unico lavoro certo è la Madonna in trono col Bambino e un angelo musicante, firmata e datata 1511, inizialmente per la chiesa di San Francesco in Lendinara, ma attualmente conservata nel duomo di Santa Sofia, sempre a Lendinara. Nello stesso dipinto si definisce Veneziano. Il dipinto, pur essendo in larga parte di derivazione, non ha mancato di richiamare l'attenzione della critica, che ne ha da sempre riconosciuto, forse con enfasi eccessiva, l'alta qualità esecutiva; esso è collocabile facilmente nell'orizzonte della pittura veneziana del primo decennio del XVI secolo, gravitante attorno a Giovanni Bellini, al fenomeno del cosiddetto giorgionismo e, in particolare, alla maniera della prima attività di Tiziano.